# Nonea echioides
Nonea echioides är en strävbladig växtart som först beskrevs av Carl von Linné, och fick sitt nu gällande namn av Roemer och Schultes. Nonea echioides ingår i släktet nonneor, och familjen strävbladiga växter. Inga underarter finns listade i Catalogue of Life.